# Калабар
Калабар (англ. Calabar) — місто в  Нігерії — адміністративний центр нігерійського штату Крос-Ривер. Океанський порт. Площа міста складає 604 км². Чисельність населення (з передмістями, на 2005 рік) — близько 1.200 тис. чоловік. Велика частина його належить до народів ібібіо і ігбо. У місті є університет, ботанічний сад, музей, міжнародний аеропорт.

## Географія
Місто Калабар знаходиться на крайньому південному сході Нігерії, поблизу її кордону з Камеруном. Воно лежить на березі річки Калабар, що впадає тут в Гвінейську затоку.

### Клімат
Місто знаходиться у зоні, котра характеризується мусонним кліматом. Найтепліший місяць — лютий із середньою температурою 28.9 °C (84 °F). Найхолодніший місяць — серпень, із середньою температурою 25 °С (77 °F).
| Клімат Калабара         | Клімат Калабара | Клімат Калабара | Клімат Калабара | Клімат Калабара | Клімат Калабара | Клімат Калабара | Клімат Калабара | Клімат Калабара | Клімат Калабара | Клімат Калабара | Клімат Калабара | Клімат Калабара | Клімат Калабара |
| Показник                | Січ.            | Лют.            | Бер.            | Квіт.           | Трав.           | Черв.           | Лип.            | Серп.           | Вер.            | Жовт.           | Лист.           | Груд.           | Рік             |
| Абсолютний максимум, °C | 38              | 33              | 37              | 33              | 33              | 32              | 32              | 31              | 31              | 33              | 32              | 33              | 38              |
| Середній максимум, °C   | 28              | 29              | 29              | 28              | 27              | 26              | 25              | 25              | 25              | 26              | 27              | 28              | 27              |
| Середня температура, °C | 27              | 28              | 28              | 27              | 27              | 26              | 25              | 25              | 25              | 26              | 26              | 27              | 26              |
| Середній мінімум, °C    | 26              | 28              | 28              | 27              | 26              | 25              | 25              | 24              | 25              | 25              | 26              | 26              | 26              |
| Абсолютний мінімум, °C  | 19              | 21              | 22              | 18              | 21              | 22              | 21              | 21              | 20              | 21              | 21              | 20              | 18              |
| Норма опадів, мм        | 40              | 60              | 150             | 210             | 290             | 390             | 440             | 390             | 400             | 300             | 170             | 50              | 2950            |
| ----------------------- | --------------- | --------------- | --------------- | --------------- | --------------- | --------------- | --------------- | --------------- | --------------- | --------------- | --------------- | --------------- | --------------- |
| Джерело: Weatherbase    |                 |                 |                 |                 |                 |                 |                 |                 |                 |                 |                 |                 |                 |

## Історія
Місто Калабар було засноване в XV столітті португальськими мореплавцями на місці одного з прибережних поселень народу ефік. Вже в XVI столітті тут — важливий торговельний порт на західноафриканському узбережжі. Одним з основних товарів, які вивозили з Калабара, була пальмова олія, а пізніше (з XVII століття) їм стали чорношкірі раби. Рабів закуповували у внутрішніх районах нинішньої Нігерії та обмінювали в Калабарі на європейські товари. Починаючи з кінця XVII століття Калабар стає найбільшим ринком рабів у Африці. Через це місто-порт проходили від 1/4 до 1/3 всіх рабів, відправлених в Америку.
На відміну від інших торгових факторій в Африці, Калабар контролювався місцевими племенами народу ефік, які аж до середини XIX століття не дозволяли європейцям створювати свої поселення на річці Калабар. Також аж до середини XVIII століття на річці Калабар існували три міста-держави народу ефік, що постійно ворогували і що вели один з одним війни через переваги, одержувані від торгівлі з європейцями. Їх правителі і представники аристократії багато перейняли від європейських купців і моряків — вони одягалися в європейський одяг, жили в європейського типу дерев'яних будинках, закуповували в Європі інструменти та зброю. Багато хто з вищих верств народу ефік вже тоді володіли англійською мовою, а деякі навіть отримали шкільну освіту в Англії.
Після заборони работоргівлі місто Калабар залишалося важливим океанським і річковим портом. У 1846 році тут була заснована шотландськими пресвитеріанами місіонерська станція. Під її впливом багато з народу ефік прийняли християнство. Коли в 1880-і роки в південній Нігерії був створений британський протекторат (Нігерський берег), то його адміністративним центром став Калабар. Також в цьому місті знаходилася резиденція правителя народу ефік. Місто зіграло чималу роль в культурному та економічному розвитку Нігерії. Тут, наприклад, були відкриті перші в цій країні лікарня та поштамт.